# 下吉田站
下吉田站（日语：／ Shimo-Yoshida eki */?）位於日本山梨縣富士吉田市新町二丁目，屬於富士急行大月線的車站，車站編號為FJ14。

## 歷史
- 1929年（昭和4年）6月19日：開業。

## 車站結構
島式月台1面2線的地面車站。

### 月台配置
站舍側起
| 月台 | 路線        | 方向 | 目的地                             | 備註            |
| ---- | ----------- | ---- | ---------------------------------- | --------------- |
| 1    | ■富士急行線 | 下行 | 富士山、富士急高原樂園、河口湖方向 | 一部分為2號月台 |
| 2    | ■富士急行線 | 上行 | 大月、東京、甲府方向               | 一部分為1號月台 |

## 使用情況
2017年度（平成25年度）1日平均上下車人次為427人。

## 相鄰車站
富士急行
■大月線
- ■特急「富士回遊」「富士山特急」「富士山View特急」停靠站

■普通（包括在JR中央線內中央特快、通勤快速、快速等列車）
葭池溫泉前（FJ13）－下吉田（FJ14）－月江寺（FJ15）

## 外部連結
- 下吉田站（页面存档备份，存于） - 富士急行